# أنزان (مشكين شهر)
أنزان هي قرية في مقاطعة مشكين شهر، إيران. عدد سكان هذه القرية هو 506 في سنة 2006.